# Earl Norem
Earl H. Norem (* 17. April 1923 in Brooklyn, New York; † 19. Juni 2015 in Danbury, Connecticut) war ein US-amerikanischer Zeichner und Illustrator.

## Leben
Norem diente während des Zweiten Weltkriegs in der 10. US-Gebirgsdivision und kämpfte 1945 im Apennin. Eine Verwundung während Kämpfen in der Poebene beendete 1945 seine militärischen Laufbahn. Seine Zeichnungen mit Militärszenen wurden in verschiedenen Ausstellungen gezeigt. Für das Military Museum of Southern New England in Danbury fertigte der Künstler eine Wandmalerei als Dioramenhintergrund an. Nach Schließung des Museums 2017 wurde das Wandgemälde in die Stadthalle von New Milford verlegt.

## Karriere
In den 1950er und 1960er Jahren arbeitete Norem mit den Modellen Eva Lynd und Steve Holland und zeichnete diverse Titelseiten für die in den USA beliebten Pulp- und Männer-Abenteuermagazinen. Zusätzlich arbeitete Norem für Zeitschriften wie Reader’s Digest.
Für Marvel-Comics schuf Norem unter anderem Titelbilder für Savage Sword of Conan, He-Man and the Masters of the Universe, Tales of the Zombie, Monsters Unleashed, Planet der Affen, Rampaging Hulk, Silver Surfer, Transformers, Spider-Man und Die Fantastischen Vier.
Im Laufe seiner Karriere gestaltete Norem auch Spielzeugverpackungen, Filmplakate, Baseballprogramme und Sammelkarten. Er malte hauptsächlich mit Acrylfarbe. Aufgrund einer Arthritiserkrankung, beendete Norem 2005 seine Karriere. Der Künstler verstarb im Juni 2015 im Danbury Krankenhaus. Norem hinterließ seine Ehefrau Margret, mit der er 63 Jahre verheiratet war, sowie die gemeinsame Tochter Andrea.